# Christophe Bec
Christophe Bec (Rodez, 24 augustus 1969) is een Franse striptekenaar en schrijver van stripverhalen. Hij is bekend van de stripreeksen Zero Absolute, Heiligdom (geschreven door Xavier Dorison), Bunker (mede geschreven door Stéphane Betbeder) en Prometheus. Christophe Bec is ook de auteur van de serie Pandemonium (getekend door Stefano Raffaele) en Duisternis (getekend door Iko). 
Hij is de broer van striptekenaar Guilhem.